# Robert Caha
Robert Caha (* 11. březen 1976, Jihlava) je český fotbalový obránce, momentálně hrající za TJ Slavoj TKZ Polná.

## Kariéra
Profesionální fotbalovou kariéru začínal v českém klubu FC Baník Ostrava. V roce 2001 se přestěhoval do týmu Čínské Super League Shenyang Ginde. Po jedné sezoně v Ginde se odtud stěhoval zpět do Baníku Ostrava a v roce 2003 podepsal přestup do SK Sigma Olomouc.
Po působení v Sigmě Olomouc odešel do bulharského týmu CSKA Sofia. Pobyt v CSKA Sofia byl zklamáním, a proto podepsal 18 měsíční kontrakt íránskému klubu Persepolis FC v roce 2005. V únoru 2011 přestoupil do Odry Wodzislaw.